# Флаг Иордании
Флаг Иордании основан на флаге арабского сопротивления против Османской империи во время Первой мировой войны.
Он состоит из трёх равновеликих горизонтальных полос: сверху чёрная, посередине белая, внизу зелёная. Поверх них на левом крае находится красный треугольник, в котором изображена белая семиконечная звезда. Горизонтальные цвета иорданского флага представляют халифаты Аббасидов, Омейядов и Фатимидов. Красный треугольник олицетворяет правящую династию Хашимитов, а также арабское сопротивление. У семиконечной звезды двойное значение: она символизирует первую суру Корана, а также единство арабских кланов.
Флаг Иордании был официально введён в употребление 16 апреля 1928 года.
- Флаг ВМС Иордании
- Королевский штандарт